# گروه ربعه
گروه رَبعه، نامی که چند تن از نویسندگان و روشن‌فکران ایرانی در دهه‌های نخست سدهٔ چهاردهم خورشیدی برای خود انتخاب کردند.

## ادبای سبعه
در دههٔ اول و دوم سدهٔ چهاردهم خورشیدی چند ادیب کهنه‌کار بودند که به آن‌ها ادبای سبعه می‌گفتند و به‌گفتهٔ مجتبی مینوی «هر مجله و کتاب و روزنامه‌ای که به فارسی منتشر می‌شد از آثار قلم آن‌ها خالی نبود.» این هفت تن که در واقع بیشتر از هفت تن بودند شامل کسانی چون محمدتقی بهار، عباس اقبال آشتیانی، رشید یاسمی، سعید نفیسی و بدیع‌الزمان فروزانفر و محمد قزوینی می‌شدند.

## ربعه
گروه ربعه این نام را برای دهن‌کجی به ادبای سبعه (که به نظر ایشان کهنه‌پرست بودند) انتخاب کردند. گفت‌وگو و دیدارهای گروه ربعه در رستوران‌ها و کافه‌های تهران بود. این گروه به فعالیت‌های ادبی و فرهنگی پرداختند و آثاری چند در این سال‌ها با همکاری همدیگر انتشار دادند. مینوی دربارهٔ این دوران می‌گوید: «ما با تعصب جنگ می‌کردیم و برای تحصیل آزادی می‌کوشیدیم و مرکز دایرهٔ ما صادق هدایت بود.»
بزرگ علوی در خاطرات خود شرح مفصلی از این گروه داده‌است و در بخشی از آن می‌نویسد: «مسعود فرزاد برادر زن سعید نفیسی بود و گاهی برای اینکه خودی نشان بدهد به خانهٔ شوهرخواهرش می‌رفت. هر هفته آن‌جا فاضلان و سردمداران ادب جمع می‌شدند. فرزاد ما را هم همراه خود می‌برد. ما جوجه‌نویسندگانِ تازه-از-تخم-درآمده می‌خواستیم سری توی سرها دربیاوریم. ما چهار نفر بودیم و آن‌ها هفت نفر — آن‌ها را ادبای سبعه می‌نامیدند. شمع مجلس ما صادق هدایت بود. روزی مسعود فرزاد به شوخی گفت: اگر آن‌ها ادبای سبعه هستند، ما هم ادبای ربعه هستیم. گفتم: آخر ربعه که معنی ندارد. گفت: عوضش قافیه دارد، دیگر معنی لازم نیست.»

## اعضا
چهار نفر نخستی که نام گروه ربعه را برای خود برگزیدند عبارت بودند از: صادق هدایت، مجتبی مینوی، مسعود فرزاد و بزرگ علوی. اما بعد از مدتی افراد دیگری هم به این حلقه پیوستند. عبدالحسین نوشین، محمد مقدم، غلامحسین مین‌باشیان، ذبیح بهروز، پرویز ناتل خانلری و نیما یوشیج.